# Campionati del mondo di ciclismo su pista 2016 - Inseguimento a squadre maschile
La gara di inseguimento a squadre maschile ai Campionati del mondo di ciclismo su pista 2016 si svolse il 2 e il 3 marzo 2016.

## Podio
| Pos.    | Nazione       | Atleti                                                                                  |
| ------- | ------------- | --------------------------------------------------------------------------------------- |
| Oro     | Australia     | Sam Welsford Michael Hepburn Callum Scotson Miles Scotson Alexander Porter Luke Davison |
| Argento | Gran Bretagna | Jonathan Dibben Ed Clancy Owain Doull Bradley Wiggins Steven Burke Andrew Tennant       |
| Bronzo  | Danimarca     | Lasse Norman Hansen Niklas Larsen Frederik Madsen Casper von Folsach Rasmus Quaade      |

## Risultati

### Qualificazioni
I migliori otto tempi si qualificarono per il primo turno, di cui i primi 4 rimanettero il lizza per l'oro, i migliori 2 tempi esclusi dalla finale per l'oro disputarono la finale per il bronzo.
| Posizione | Atleti                                                                   | Nazione       | Tempo    | Gap     | Note |
| --------- | ------------------------------------------------------------------------ | ------------- | -------- | ------- | ---- |
| 1         | Jonathan Dibben Owain Doull Bradley Wiggins Steven Burke                 | Gran Bretagna | 3:55.664 |         | Q    |
| 2         | Sam Welsford Michael Hepburn Alexander Porte Miles Scotson               | Australia     | 3:55.867 | +0.203  | Q    |
| 3         | Aaron Gate Pieter Bulling Dylan Kennett Nick Kergozou                    | Nuova Zelanda | 3:57.050 | +1.386  | Q    |
| 4         | Elia Viviani Liam Bertazzo Simone Consonni Francesco Lamon               | Italia        | 3:57.800 | +2.136  | Q    |
| 5         | Lasse Norman Hansen Frederik Madsen Rasmus Quaade Casper von Folsach     | Danimarca     | 3:59.196 | +3.532  | q    |
| 6         | Leif Lampater Nils Schomber Kersten Thiele Domenic Weinstein             | Germania      | 4:00.127 | +4.463  | q    |
| 7         | Sergei Shilov Dmitri Sokolov Dmitrii Strakhov Kirill Sveshnikov          | Russia        | 4:00.812 | +5.148  | q    |
| 8         | Dion Beukeboom Roy Eefting Wim Stroetinga Jan-Willem van Schip           | Paesi Bassi   | 4:01.847 | +6.163  | q    |
| 9         | Olivier Beer Silvan Dillier Frank Pasche Théry Schir                     | Svizzera      | 4:02.066 | +6.402  |      |
| 10        | Fan Yang Liu Hao Qin Chen Lu Shen Ping An                                | Cina          | 4:03.900 | +8.236  |      |
| 11        | Benjamin Thomas Thomas Denis Julien Duval Florian Maitre                 | Francia       | 4:05.102 | +9.438  |      |
| 12        | Adam Jamieson Sean MacKinnon Rémi Pelletier-Roy Ed Veal                  | Canada        | 4:05.641 | +9.977  |      |
| 13        | Julio Amores Xavier Cañellas Vicente García de Mateos Illart Zuazubiskar | Spagna        | 4:09.909 | +14.245 |      |
| 14        | Vitaliy Hryniv Roman Gladysh Vladyslav Kreminskyi Taras Shevchuk         | Ucraina       | 4:13.977 | +18.313 |      |

- Q = qualificati, in gara per finale dell'oro
- q = qualificati, in gara per finale del bronzo

### Primo turno
I vincitori della terza e quarta batteria si qualificarono alla finale per l'oro, gli altri in ordine di classifica dei tempi gareggiarono dal terzo all'ottavo. 
| Posizione | Atleti                                                               | Nazione       | Tempo    | Gap    | Note |
| --------- | -------------------------------------------------------------------- | ------------- | -------- | ------ | ---- |
| 6 vs 7    |                                                                      |               |          |        |      |
| 1         | Aleksandr Serov Sergei Shilov Dmitri Sokolov Kirill Sveshnikov       | Russia        | 3:59.921 |        |      |
| 2         | Theo Reinhardt Nils Schomber Kersten Thiele Domenic Weinstein        | Germania      | 4:00.032 | +0.111 |      |
| 5 vs 8    |                                                                      |               |          |        |      |
| 1         | Lasse Norman Hansen Niklas Larsen Frederik Madsen Casper von Folsach | Danimarca     | 3:54.940 |        | QB   |
| 2         | Dion Beukeboom Roy Eefting Wim Stroetinga Jan-Willem van Schip       | Paesi Bassi   | 4:01.651 | +6.711 |      |
| 2 vs 3    |                                                                      |               |          |        |      |
| 1         | Sam Welsford Luke Davison Michael Hepburn Miles Scotson              | Australia     | 3:54.029 |        | QG   |
| 2         | Aaron Gate Pieter Bulling Dylan Kennett Marc Ryan                    | Nuova Zelanda | 4:00.280 | +6.251 |      |
| 1 vs 4    |                                                                      |               |          |        |      |
| 1         | Steven Burke Owain Doull Andrew Tennant Bradley Wiggins              | Gran Bretagna | 3:54.267 |        | QG   |
| 2         | Liam Bertazzo Simone Consonni Francesco Lamon Michele Scartezzini    | Italia        | 3:58.902 | +4.635 | QB   |

- QG = qualificati alla finale per l'oro
- QB = qualificati alla finale per il bronzo

### Finali
| Posizione                   | Atleti                                                               | Nazione       | Tempo    | Gap    |
| --------------------------- | -------------------------------------------------------------------- | ------------- | -------- | ------ |
| Finale per l'oro            |                                                                      |               |          |        |
| 1                           | Sam Welsford Michael Hepburn Callum Scotson Miles Scotson            | Australia     | 3:52.727 |        |
| 2                           | Jonathan Dibben Ed Clancy Owain Doull Bradley Wiggins                | Gran Bretagna | 3:53.856 | +1.129 |
| Finale per il bronzo        |                                                                      |               |          |        |
| 3                           | Lasse Norman Hansen Niklas Larsen Frederik Madsen Casper von Folsach | Danimarca     | 3:55.936 |        |
| 4                           | Elia Viviani Liam Bertazzo Simone Consonni Filippo Ganna             | Italia        | 3:58.262 | +2.326 |
| Finale per il quinto posto  |                                                                      |               |          |        |
| 3                           | Aleksandr Serov Sergei Shilov Dmitri Sokolov Kirill Sveshnikov       | Russia        | 3:59.833 |        |
| 6                           | Leif Lampater Theo Reinhardt Nils Schomber Kersten Thiele            | Germania      | 4:01.725 | +1.912 |
| Finale per il settimo posto |                                                                      |               |          |        |
| 7                           | Aaron Gate Pieter Bulling Dylan Kennett Nick Kergozou                | Nuova Zelanda | 3:55.875 |        |
| 8                           | Roy Eefting Wim Stroetinga Joost van der Burg Jan-Willem van Schip   | Paesi Bassi   | 4:03.486 | +7.611 |